# ヘルマン・ブールハーフェ

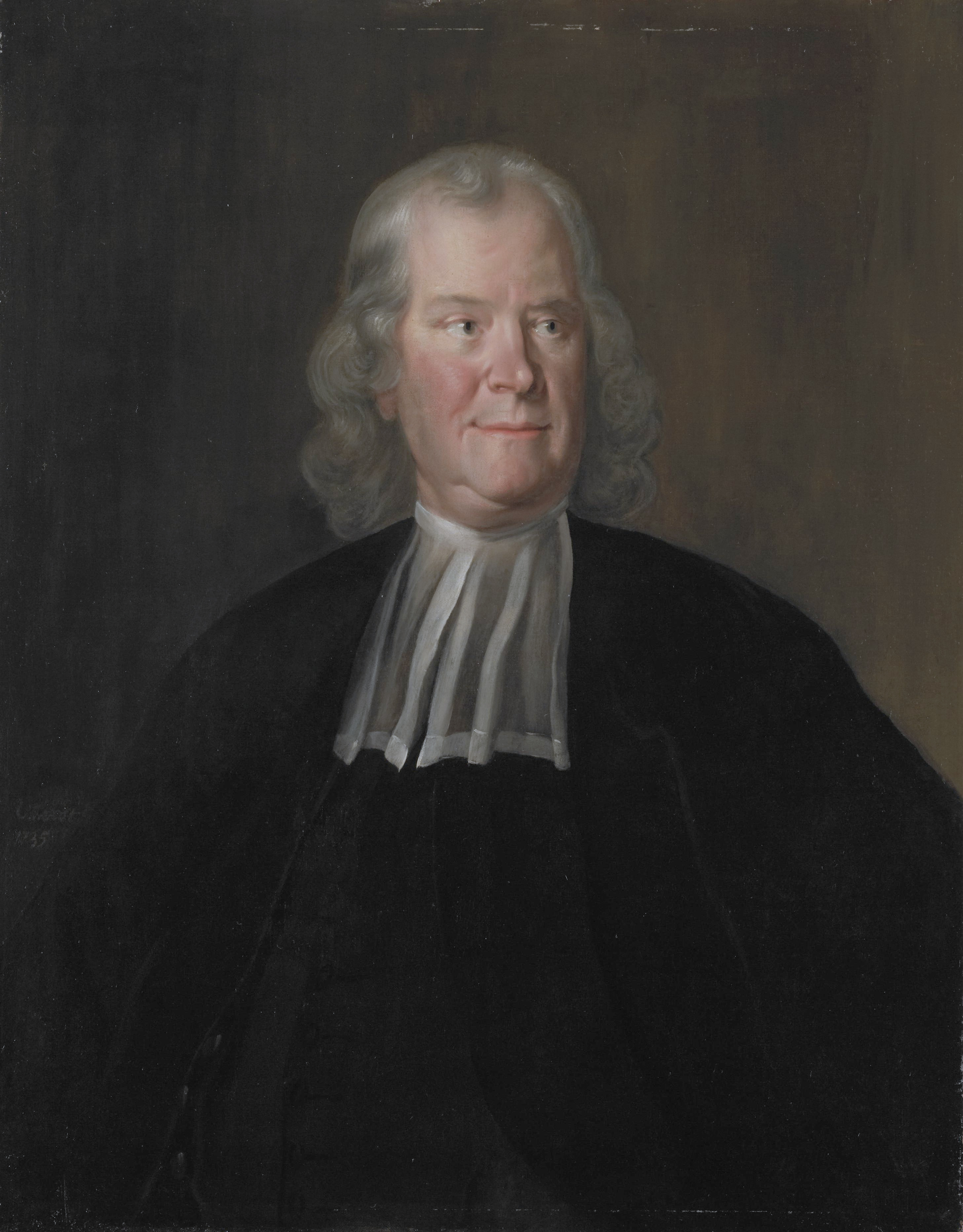
ヘルマン・ブールハーフェ

ヘルマン・ブールハーフェ（Herman Boerhaave, 1668年12月31日 - 1738年9月23日）は、18世紀前半に活躍したオランダの医者、植物学者。ライデン大学に学ぶ。
科学者として創造的な業績を残す事はなかったがすぐれた臨床教育を行った最初の人物とされており、現代の臨床教育システムと臨床病理カンファレンス (CPC) の基礎を確立した。「西洋の医師の半数を指導した」と言われるほど多くの医師を育てた人物である。
かつてオランダで発行されていた20ギルダー紙幣に肖像が使用されていた。

## 略歴
ヘルマン・ブールハフェは1668年にライデン近郊のフォールハウト（現在のオランダ・南ホラント州）において牧師の息子として誕生した。大学では哲学と神学を専攻したが、同時に医学、植物学、物理学、科学、数学等の講義も聴講し、いわばあらゆる分野の学問を修めたのであった。
22歳の時に、哲学博士の学位を取得。25歳では医学博士となったが、これに備える勉強のかたわら、植物学と化学の研究も続けていた。35歳の時に解剖学と化学の講師となり、41歳で医学と植物学の教授に任じられた。
医学部の教授に任命される以前からすでに多くの学生がよそからライデンにやってきて、彼の講義を聴くようになっていた。彼が臨床講義を始めると学生数は一層増え、亡くなる前年には97名の者が受講していたが、うちオランダ人学生は37名にすぎず、60名はヨーロッパ各地の出身者という有様だった。彼が逝去した時は、全ヨーロッパの弟子たちが心から彼の死を悼んだのであった。門下には、オランダの医学者ゲラルド・ファン・スウィーテン、スウェーデンの植物学者カール・フォン・リンネら、優秀な学者がいる。日本の蘭学に及ぼした影響も大きい。 
ライデン大学学長（1714年）、パリ王立科学アカデミー会員（1715年）、ロンドン王立協会会員（1730年）。

## 主著

Aphorismi de cognoscendis et curandis morbis, 1728

- Institutiones Medicae（「医学論」1708年）
- Aphorismi de Cognoscendis et Curandis Morbis（「箴言」1709年）

## 逸話
- 死んだ時、封をされた「医学における重要な秘法」という書物が残された。競売に出され2万ドルで落札された。その本の扉には「頭をひやし、足はあたためる。これで病気知らず」とあり、残りのページは白紙だった。
- 中国から「ヨーロッパ、ブールハーフェ様」としか宛名のされていない手紙が届けられた。